# Jonas Gottfried Rasch
Jonas Gottfried Rasch, född 10 januari 1831 i Fredrikshald, död 27 september 1902 i Idd vid Fredrikshald, var en norsk läkare.
Rasch blev candidatus medicinæ 1856, gick 1863 in i armén, avancerade till sanitetskapten 1888 och tog avsked 1897. Han innehade praktik i  Fredrikshald 1857–1900 och var ledamot av Videnskabsselskabet i Kristiania från 1896.
Rasch publicerade en rad skrifter i medicinens historia, bland annat Udvalg af de ældste medicinske klassikeres skrifter i oversættelse tillige med korte levnetsskildringer af forfatterne og bibliografiske oplysninger (1887), Om den gammelægyptiske lægekunst og dens indflydelse paa den græske medicin (i "Norsk magazin for lægevidenskaben", serie 4, band VII, 1892), Lægevidenskaben i Alexandrinertiden (ibid., IX, 1894) och Asklepios fra Prusias (Kios) og den metodiske skole (ibid., XII, 1897). Några arbeten behandlar de medicinska förhållandena vid Kristiania universitet under dess första tid. 
Han var gift med Anna Sofie Severine, född 1835. Tillsammans hade de dottern Fredrikke Henrietta, född 1863.